# Мацола Андрій Миколайович
Мацола Андрій Миколайович (нар. 4 серпня 1977, Львів) — український підприємець, пивовар, засновник, співвласник та голова наглядової ради «Першої приватної броварні», меценат і громадський діяч.

## Життєпис

### Освіта
Закінчив Львівський фінансово-кредитний коледж, а у 2001 році — Тернопільську академію народного господарства (спеціальність «Міжнародна економіка», диплом магістра).
У 2012 році вступив і в 2019 році закінчив Київську православну богословську академію і отримав диплом магістра за спеціальністю «Богослів'я».

### Трудова діяльність
У 1998 році заснував дистриб'юторську компанію «Олмар», яка вже у 2000 році стала найбільшим дистриб'ютором пива на заході України.
У 2002 році збудував у Львові експериментальний завод «Галицький бровар».
У 2004 році разом з родиною заснував «Першу приватну броварню», яка у 2007 році стала учасником програми з енергозбереження для малого та середнього бізнесу UKEEP та отримала перші інвестиції Європейського банку реконструкції та розвитку — 17,6 млн доларів США. У 2012 році ЄБРР разом з німецьким концерном Oettinger та міжнародною групою Oasis CIS увійшов до складу акціонерів компанії.
З 2012 року «Перша приватна броварня» здійснює управління двома пивзаводами — у Львові та в Радомишлі сумарною потужністю 2,3 млн галонів пива на рік. Андрій Мацола є найбільшим акціонером та виконавчим директором (СЕО) компанії.

## Громадська діяльність
З 2015 року Андрій Мацола є учасником ініціативи «21 листопада», мета якої — актуалізація цінностей сучасних українців та їхнього поширення.
15 листопада 2016 року в Києві відкрився Центр практичної допомоги захисникам України AXIOS. Ідея заснування Центру належить колишнім учасникам АТО, проте втілити її в життя вдалося завдяки ініціативі та підтримці Андрія Мацоли. Центр AXIOS є недержавним провайдером послуг зі сприяння зайнятості, навчання та правової підтримки захисників України та членів їхніх родин. Тут працює група професійних психологів, юристів, HR-ів. Широкий спектр заходів дозволяє посилити підтримку бійців та допомогти швидше інтегруватися в мирне життя. Всі послуги — безкоштовні.

### Підтримка церкви та освіти
Щороку за підтримки мецената студенти Київської та Волинської православних богословських академій їздять на навчання в Університет Арістотеля в Салоніках — найбільший навчальний заклад Греції.
У 2016 році сприяв відкриттю Православного університету Святої Софії на базі Національного заповідника «Софія Київська».
Андрій Мацола є офіційним ктитором (покровителем) афонського монастиря Симонопетра. Він також підтримує й деякі інші монастирі на Афоні.
З 2019 року — Голова ради меценатів «Митрополичого Фонду Православної Церкви України».
23 серпня 2021 року першим в Україні отримав від Вселенського патріарха почесний титул архонта.

### Підтримка культури та мистецтва
У травні 2016 «Перша приватна броварня» виступила партнером фестивалю «День Києва. Свято вільних людей», що проходив у столиці до Дня міста.
У червні 2016 Андрій Мацола сприяв організації концертного туру Олега Скрипки та гурту «Воплі Відоплясова» на передовій у зоні АТО в Донецькій області. Музиканти відіграли три концерти для бійців біля Селидового, Мар'їнки та Костянтинівки.

### Підтримка спорту
З 2012 року «Перша приватна броварня» за ініціативи Андрія Мацоли є офіційним спонсором Федерації біатлону України. З 2015 року він підтримує любительський спорт в Україні. Компанія є спонсором баскетбольної команди Національного університету «Києво-Могилянська академія» та футбольної команди «Катандзаро».
З 2017 року «Перша приватна броварня» є преміум-спонсором Національної збірної команди України з футболу. Цього ж року за ініціативи Андрія Мацоли створений фан-рух «Вірні збірній». Мета фан-руху — «створити збірну вболівальників, яка підтримуватиме українських гравців незалежно від результату конкретного матчу і покаже, що українці вміють уболівати красиво та від усього серця».
У 2017–2020 роках Андрій Мацола обіймав посаду віце-президента Української асоціації футболу.

### Партнерські проєкти
У 2015 році телеканал «1+1» і «Перша приватна броварня» розпочали мультимедійний просвітницький проєкт «Моя країна. Прекрасна і незалежна», в якому показали найгарніші куточки України з висоти пташиного польоту. Мацола з ведучими «1+1» Аллою Мазур, Юрієм Горбуновим, Наталкою Мосейчук, Лідією Таран та Дмитром Комаровим був обличчям цього проєкту.
У 2017 році ТСН запустила другу частину свого соціального мультимедійного проєкту «Переможці», присвяченого ветеранам АТО, які втратили частини тіла у військових діях на Сході. Допомагає проєкту Андрій Мацола. Відтепер «Переможці» звертають увагу на якісну психологічну та фізіологічну, зокрема, спортивну, реабілітацію для ветеранів, які повертаються до мирного життя після поранень, а також на розвиток спортивного протезування в Україні.
У вересні 2021 року телеканал 1+1, шоу «Танці з зірками» та меценат Андрій Мацола розпочали спільний проєкт — «Танцюй серцем». Мета цього проєкту — допомогти талановитим танцівникам взяти участь у найпрестижнішому в світі фестивалі з бальних танців «Blackpool Dance Festival».

## Цікаві факти
- У 2013 та 2014 роках вийшло 4 сорти пива — «Авторське», «BLONDE», «Перша варка», «Чорне» («Авторська серія Андрія Мацоли»), зварені за авторською рецептурою Андрія Мацоли.
- Андрій Мацола власним ім'ям відповідає за якість продукції «Першої приватної броварні» та є обличчям компанії з моменту її заснування.[25]
- В юнацькі роки Андрій Мацола займався боксом. Приймаючи на роботу нового менеджера, він обов'язково запитує, чи займається той спортом.[4]

## Особисте життя
Одружений, виховує чотирьох синів.